# 코케
호르헤 레수렉시온 메로디오(스페인어: Jorge Resurrección Merodio, 1992년 1월 8일, 마드리드 ~ )는 약칭 코케(스페인어: Koke ˈkoke[*])라고 알려진 스페인 프리메라리가의 아틀레티코 마드리드 소속 축구 선수로 현재 미드필더로 활약하고 있다. 중앙과 측면 모두 소화 가능한 선수로 주로 측면에 배치되지만 중앙 지향적 움직임을 보이며, 패스, 플레이메이킹, 활동량, 체력 모두 뛰어난 선수이다.

## 클럽 경력
코케는 마드리드 출신이다. 8세에 아틀레티코 마드리드의 유소년팀에 합류한 그는, 2-5로 패한 2009년 9월 19일의 바르셀로나 원정 경기에서 1군 데뷔전을 치르었다. 그는 2-2로 비긴 알메리아와의 다음 라운드 라 리가 경기에서도 벤치에서 시작하다, 교체 투입되었다.
2011년 2월 26일, 코케는 세비야와의 홈 경기에서 47분에 디에고 포를란의 크로스를 헤딩으로 첫 골을 득점하여 1-1 균형을 맞추었고, 경기는 2-2 무승부로 종료되었다. 그는 그의 첫 풀 시즌을 17경기 출전으로 마쳤고, 리그를 7위로 마친 매트릭스 제작자들 (Colchoneros) 은 UEFA 유로파리그에 진출하였다.
코케는 2011-12 시즌 동안 그레고리오 만사노와 그의 후임 디에고 시메오네 하에 아틀레티코의 주축 미드필더로 활약하였다. 2012년 4월 29일, 그는 2-2로 비긴 레알 베티스전에서 시즌 1호골을 득점하며 팀에 1-0 리드를 가져다 주었다.
불과 20세의 나이에, 코케는 2012-13 시즌에 48번의 공식 경기 중 38번의 경기에 선발로 출전하였고, 3득점을 기록하였다. 이는 112분을 출전한 이 시즌의 레알 마드리드와의 코파 델 레이 결승전을 포함한 기록이다. 그는 세트 피스와 오픈 플레이 두 경우 모두에서의 평균 이상의 패스 능력을 발전시켰다.
2014년 4월 9일, 코케는 바르셀로나와의 UEFA 챔피언스리그 경기에서 결승골이자 이 시즌의 7호골을 득점하였고, 그 결과 아틀레티코는 1974년 이래 처음으로 이 대회의 준결승전에 진출하였다.

## 국가대표팀 경력
코케는 런던에서 열린 스페인 대표팀의 일원으로, 조별 리그 3경기에 모두 출전하였으나, 팀의 조별 리그 탈락을 막는데 실패하였다. 2013년 8월 14일, 그는 2-0으로 이긴 에콰도르와의 친선경기에서 산티 카소를라와 교체 투입되어 성인 국가대표팀에 12분간 데뷔하였다.

## 수상

#### 아틀레티코 마드리드
- 라리가 : 2013-14, 2020-21
- 국왕컵 : 2012–13
- 수페르코파 데 에스파냐 : 2014
- UEFA 유로파리그 : 2011–12, 2017-18
- UEFA 슈퍼컵 : 2012, 2018
- UEFA 챔피언스리그 : 준우승 (2013-14, 2015-16)

#### 스페인 축구 국가대표팀
- FIFA U-17 월드컵 : 3위 (2009)
- UEFA U-19 유로 : 준우승 (2010)
- UEFA U-21 유로 : 우승 (2013)
- UEFA 네이션스리그 : 우승 (2022-23), 준우승 (2020-21)

### 개인
- 라리가 올해의 팀[13] : 2013-14
- UEFA 챔피언스리그 시즌의 스쿼드[14] : 2015-16
- UEFA 유로파리그 시즌의 스쿼드[14] : 2017-18
- UEFA U-21 유로 토너먼트의 팀 : 2013
- 라리가 이 달의 선수 : 2013년 10월, 2016년 4월

## 클럽 통계
2025년 1월 4일 기준
| 클럽                | 시즌        | 라리가 | 라리가 | 라리가 | 국왕컵 | 국왕컵 | 국왕컵 | 유럽 | 유럽 | 유럽 | 기타 | 기타 | 기타 | 합계 | 합계 | 합계 |
| 클럽                | 시즌        | 출전   | 득점   | 도움   | 출전   | 득점   | 도움   | 출전 | 득점 | 도움 | 출전 | 득점 | 도움 | 출전 | 득점 | 도움 |
| ------------------- | ----------- | ------ | ------ | ------ | ------ | ------ | ------ | ---- | ---- | ---- | ---- | ---- | ---- | ---- | ---- | ---- |
| 아틀레티코 마드리드 | 2009-10     | 4      | 0      | 0      | 0      | 0      | 0      | 0    | 0    | 0    | -    | -    | -    | 4    | 0    | 0    |
| 아틀레티코 마드리드 | 2010–11     | 17     | 2      | 1      | 2      | 0      | 0      | -    | -    | -    | -    | -    | -    | 19   | 2    | 1    |
| 아틀레티코 마드리드 | 2011–12     | 25     | 2      | 3      | 2      | 0      | 0      | 13   | 0    | 2    | -    | -    | -    | 40   | 2    | 5    |
| 아틀레티코 마드리드 | 2012–13     | 33     | 3      | 9      | 7      | 0      | 0      | 7    | 0    | 0    | 1    | 0    | 0    | 48   | 3    | 9    |
| 아틀레티코 마드리드 | 2013–14     | 36     | 6      | 13     | 7      | 0      | 0      | 13   | 1    | 2    | 2    | 0    | 0    | 58   | 7    | 15   |
| 아틀레티코 마드리드 | 2014-15     | 34     | 2      | 10     | 4      | 0      | 1      | 9    | 2    | 4    | 2    | 0    | 1    | 49   | 4    | 16   |
| 아틀레티코 마드리드 | 2015-16     | 35     | 5      | 14     | 5      | 0      | 0      | 11   | 0    | 1    | -    | -    | -    | 51   | 5    | 15   |
| 아틀레티코 마드리드 | 2016-17     | 36     | 4      | 8      | 6      | 1      | 1      | 12   | 0    | 1    | -    | -    | -    | 54   | 5    | 10   |
| 아틀레티코 마드리드 | 2017-18     | 35     | 4      | 4      | 3      | 0      | 0      | 13   | 2    | 3    | -    | -    | -    | 51   | 6    | 7    |
| 아틀레티코 마드리드 | 2018-19     | 30     | 3      | 4      | 3      | 0      | 0      | 7    | 2    | 1    | 1    | 1    | 0    | 41   | 6    | 5    |
| 아틀레티코 마드리드 | 2019-20     | 32     | 4      | 5      | -      | -      | -      | 9    | 0    | 1    | 1    | 1    | 0    | 42   | 5    | 6    |
| 아틀레티코 마드리드 | 2020-21     | 37     | 1      | 2      | -      | -      | -      | 8    | 0    | 0    | -    | -    | -    | 45   | 1    | 2    |
| 아틀레티코 마드리드 | 2021-22     | 31     | 1      | 2      | 2      | 0      | 0      | 9    | 0    | 1    | 1    | 0    | 0    | 43   | 1    | 3    |
| 아틀레티코 마드리드 | 2022-23     | 33     | 0      | 3      | 5      | 0      | 0      | 4    | 0    | 0    | -    | -    | -    | 42   | 0    | 3    |
| 아틀레티코 마드리드 | 2023-24     | 31     | 0      | 4      | 5      | 0      | 1      | 9    | 0    | 1    | 1    | 0    | 0    | 46   | 0    | 6    |
| 아틀레티코 마드리드 | 2024-25     | 18     | 1      | 1      | 3      | 0      | 0      | 6    | 0    | 1    | -    | -    | -    | 27   | 1    | 2    |
| 커리어 합계         | 커리어 합계 | 467    | 38     | 83     | 54     | 1      | 3      | 130  | 7    | 18   | 9    | 2    | 1    | 660  | 48   | 105  |